# Jaliscodesmus alticola
Jaliscodesmus alticola är en mångfotingart som beskrevs av Hoffman 1975. Jaliscodesmus alticola ingår i släktet Jaliscodesmus och familjen Nearctodesmidae. Inga underarter finns listade i Catalogue of Life.